# Norberto Eresuma
Norberto Omar Eresuma (né le 3 septembre 1944 à Tandil en Argentine et mort le 11 avril 2017) est un joueur de football argentin, qui évoluait au poste d'attaquant.

## Biographie
Il inscrit un total de 207 buts avec le club de San Lorenzo Mar Del Plata. Il marque également 44 buts avec Kimberley et 35 avec Aldosivi.

## Palmarès
San Lorenzo Mar Del Plata
- Championnat d'Argentine :
  - Meilleur buteur : 1976 (Nacional) (12 buts).